# Fotboll i USA

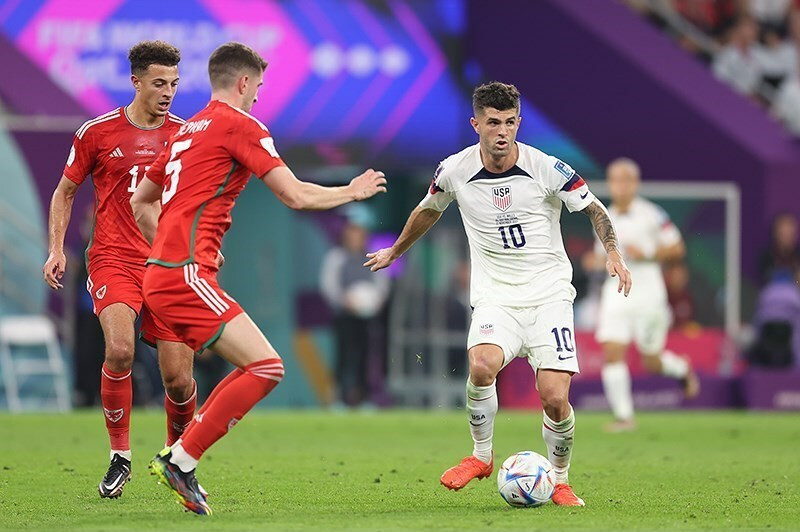
USA möter Wales vid VM i Qatar i november 2022.

Fotboll i USA är populärt bland ungdomar, och på motionsnivå, men intresset för professionell fotboll har historiskt sett varit mindre i USA än i många andra länder, och tog fart på allvar först under 1960-talets slut. Istället är amerikansk fotboll, baseboll, basket och numera på många håll även ishockey de stora publiksporterna i USA.
1862 bildades fotbollsklubben Oneida FC. Man vet dock inte vilka regler klubben använde. 1913 bildades USA:s fotbollsförbund "United States Soccer Federation", då som United States Football Association, som har sitt huvudkontor i Chicago och ansvarar för all organiserad fotboll i USA.
I USA används ofta termen soccer ("association football") för att skilja spelet från amerikansk fotboll, som ofta brukar kallas bara football.
Före 1990-talet var det stora fotbollsintresset i USA mer ett regionalt fenomen jämfört med i dag. Fotboll var populärt i orter som New Jersey, Saint Louis, Södra Kalifornien, och områden med stora invandradandel av befolkningen, vilka växt upp med fotboll i sina hemländer.

## Seriespel
På herrsidan spelades den nordamerikanska proffsligan North American Soccer League 1968-1984. I slutet av 1970-talet och början av 1980-talet spelade många stjärnor i NASL som till exempel Pelé, Franz Beckenbauer, Johann Cruyff och Gerd Müller men i samtliga fall var det i slutskedet av sina spelarkarriärer. 1996 sparkade Major League Soccer igång. 
Damligan Women's United Soccer Association spelades 2001-2003, och ersattes av Women's Professional Soccer, som spelads mellan 2009 och 2011.

## Fotbollens historia i USA
Även om fotbollen aldrig varit lika populär i USA som i stora delar av övriga världen har fotbollen en lång historia i landet. Det nationella förbundet US Soccer Federation grundades 1913 och blev snabbt medlem i Fifa - det internationella fotbollsförbundet. USA. USA deltog också i det första världsmästerskapet i Uruguay 1930. 20 år senare besegrade man England med 1-0 i vad som många experter anser är en av VM-historiens största skrällar. Efter det följde en lång nedgång för landslaget, och först 1990 lyckades man kvalificera sig för i VM igen. Där blev man utslagna i gruppspelet men kom ändå undan med en "hedersam förlust" (0-1) mot hemmalaget Italien.
Fyra år senare var USA värd för fotbolls-VM och var således direktkvalificerade. Nu nådde man åttondelsfinalen där man förlorade med 1-0 mot Brasilien som sedan vann turneringen. Världsmästerskapet i Frankrike 1998 blev ett rejält bakslag, man kom sist av de 32 lag som deltog. I VM 2002 i Japan/Sydkorea var man återigen kvalificerade och nådde ända fram till kvartsfinal där det blev förlust (0-1) mot blivande silvermedaljören Tyskland. VM i Tyskland 2006 blev återigen ett bakslag då man blev utslagna i gruppspelet. Inför VM i Sydafrika 2010 blev man slutspelsklara för 6:e mästerskapet i rad och ansågs ha goda chanser att gå vidare från gruppspelet. I USA:s grupp ingick även England, Slovenien och Algeriet.. Förväntningarna infriades men i åttondelsfinalen åkte man ut mot Ghana (1-2 efter förlängning). År 2009 nådde herrlandslaget sin största framgång hittills då man gick ända fram till final i Confederations cup (även kallat "för-VM") där det blev förlust mot Brasilien (2-3).
Inom damfotbollen har USA haft mycket stora framgångar och hör sedan 1990-talet till de absoluta toppnationerna. Man är f.n (2012) rankat 1:a av FIFA och har vunnit VM tre gånger - 1991, 1999 och 2015. Damlandslaget har också fyra OS-guld, senast 2012. Man spelade även final i VM 2011 men förlorade mot Japan efter straffsparksläggning. I OS-finalen 2012 fick man revansch och besegrade Japan med 2-1.

## Framtid
Många kanske tror att soccer är en nästan okänd sport i USA. Så är knappast fallet, spelet har varit mycket populärt bland ungdomar på gräsrotsnivå i flera decennier men ungdomsfotbollen har länge varit dåligt organiserad på nationell nivå. Efter den stora publiksuccén vid VM 1994 är emellertid alla överens om att intresset för spelet har ökat markant även om det ännu inte alls matchar de stora sporterna baseboll, basketboll och amerikansk fotboll. 1996 startade en proffsliga för herrar, Major League Soccer (MLS) som från början bara bestod av 10 lag men som nu utvidgats till 16 lag, ytterligare ökning planeras. Antalet TV-tittare som följer såväl MLS som Fotbolls-VM och andra internationella turneringar ökar stadigt, VM-finalen 2006 sågs av ca 16,9 miljoner personer. Intresset uppvisar dock fortfarande stora regionala skillnader. Invandrartäta områden som till exempel Kalifornien uppvisar ett mycket större intresse än andra områden där inte så många invånare har sina rötter i länder där fotboll är nationalsporten. 
Med tiotals miljoner utövare av fotbollen i landet på olika nivåer och drygt 300 miljoner invånare är dock alla experter överens om att sporten har en enorm potential även i USA. För att fotboll ska slå igenom definitivt menar många att det troligen krävs en stor framgång för herrlandslaget. Om gemene man upptäcker att landslaget kan slå även traditionella stormakter som Brasilien, Tyskland och Italien menar man att intresset kommer att öka mycket snabbt.
Inför VM-slutspelet 2010 betalade TV-bolagen ESPN och ABC ett rekordbelopp för sändningsrättigheterna i USA. Många bedömare ansåg att det var en chansning men i efterhand visade det satsningen gick hem. Antalet TV-tittare steg kraftigt jämfört med VM-slutspelet 2006, även för matcher utan amerikanskt deltagande. Gemene man visade också upp ett engagemang för landslaget som man inte varit i närheten av tidigare. Antalet personer som såg finalen mellan Spanien och Nederländerna beräknas ha varit drygt 24 miljoner, även det en kraftig uppgång jämfört med finalen 2006. Åtminstone amerikanska fotbollsfans menade att detta visade att soccer är på god väg nu att bli en av de riktigt stora sporterna även i USA.
Ett annat tydligt tecken på att fotbollsintresset ökar i USA är att de stora klubbarna i Europa som Real Madrid, FC Barcelona, Manchester United m.fl. numer alltid spelar matcher i USA under sommaruppehållen som en del av förberedelsen inför kommande säsong och matcherna lockar stora åskådarmassor. 1 augusti 2009 spelade till exempel FC Barcelona en vänskapsmatch mot Los Angeles Galaxy inför drygt 93 000 åskådare.

## Stora fotbollsevenemang i USA
Los Angeles anordnade de olympiska sommarspelen 1932, men den gången spelades ingen OS-fotboll. Den officiella förklaringen var att fotboll inte var tillräckligt populärt i USA. Då Los Angeles anordnade de olympiska sommarspelen 1984 kom mycket folk till matcherna. Atlanta anordnade de olympiska sommarspelen 1996, då USA vann damturneringen. USA arrangerade herr-VM i fotboll 1994 och dam-VM i fotboll 1999 och 2003. 2003 skulle evenemanget egentligen anordnats i Folkrepubliken Kina, men flyttades på grund av att sjukdomen Sars utbrutit i Asien.

### Fotnoter
1. ↑  Pawandeep Dhanoa (Maj 2014). ”Analys av NFL drafting och faktorers inverkan”. Kungliga tekniska högskolan. http://www.diva-portal.se/smash/get/diva2:760099/FULLTEXT01.pdf. Läst 8 april 2023.
2. ↑  Todd Lamansky (14 juli 2010). ”2010 FIFA World Cup Draws Record Ratings in USA, Europe, and Beyond” (på svenska). Bleacher Report. https://bleacherreport.com/articles/419916-2010-fifa-world-cup-draws-record-ratings-in-usa-europe-and-beyond#page/2. Läst 1 november 2010.
3. ↑  ”World Cup 1994” (på engelska). RSSSF. 10 mars 1994. http://www.rsssf.com/tables/94full.html. Läst 29 juli 2014.